# آقونيطن
الأقونِيطون أو الآقونيطن أو الأقونيطُن أو الأَنتُلة أو البِيش أو تاج الملوك هو جنس نباتي يضم أكثر من 250 نوع من النباتات السامة يعتبر كعلاج لسم الافاعى.

## الوصف
نبتة على شكل درنتين الام طولها يصل الي 8 سم و قطرها من 2-4 سم و البنت تبلغ نصف حجم الام التي يكون لونها اسمر مجعد لا تزيد اوراقة عن خمس
نبات هو الأقونيطس، جنس من فصيلة شقائق النعمان يستخرج من جذره القلواني (الاكونيتين) والاكوفين، الذي يولد عند وضعه على اللسان شعور النمنمة يتبعه تخدير موضعي، وفي الجرعة السامة تحدث النمنمة أولاً في الحلق ثم المعدة ولاحقاً في الجلد. مع إفراز شديد للعاب وشعور بالدفء وضعف عضلي - قد تحدث الوفاة نتيجة قصور قلبي، أو تنفسي، قد يسبقه تشنجات. يتم إفراز الدواء بواسطة البول ولكن توجد ايضاً آثار له في اللعاب والصفراء يستخدم المرهم خارجياً لآلام الأعصاب ويستخدم الأكونيت باطنياً كمضاد للحرارة، ولكن يفضل عدم استعماله نتيجة سميته.

## الموطن
سفوح جبال بلدان البحر الأبيض و ألمانيا وفرنسا وسويسرا وروسيا

## الموسم
فصل الربيع

## الخواص
العقار سام حار يابس و طعمه مر

## الاستخدام الطبي
بستخلص منه عقارا لعلاج التهابات القصبة الهوائية و النزلات الصدرية و احتقان الرئة كما أنه خافض للحرارة

## معرض صور

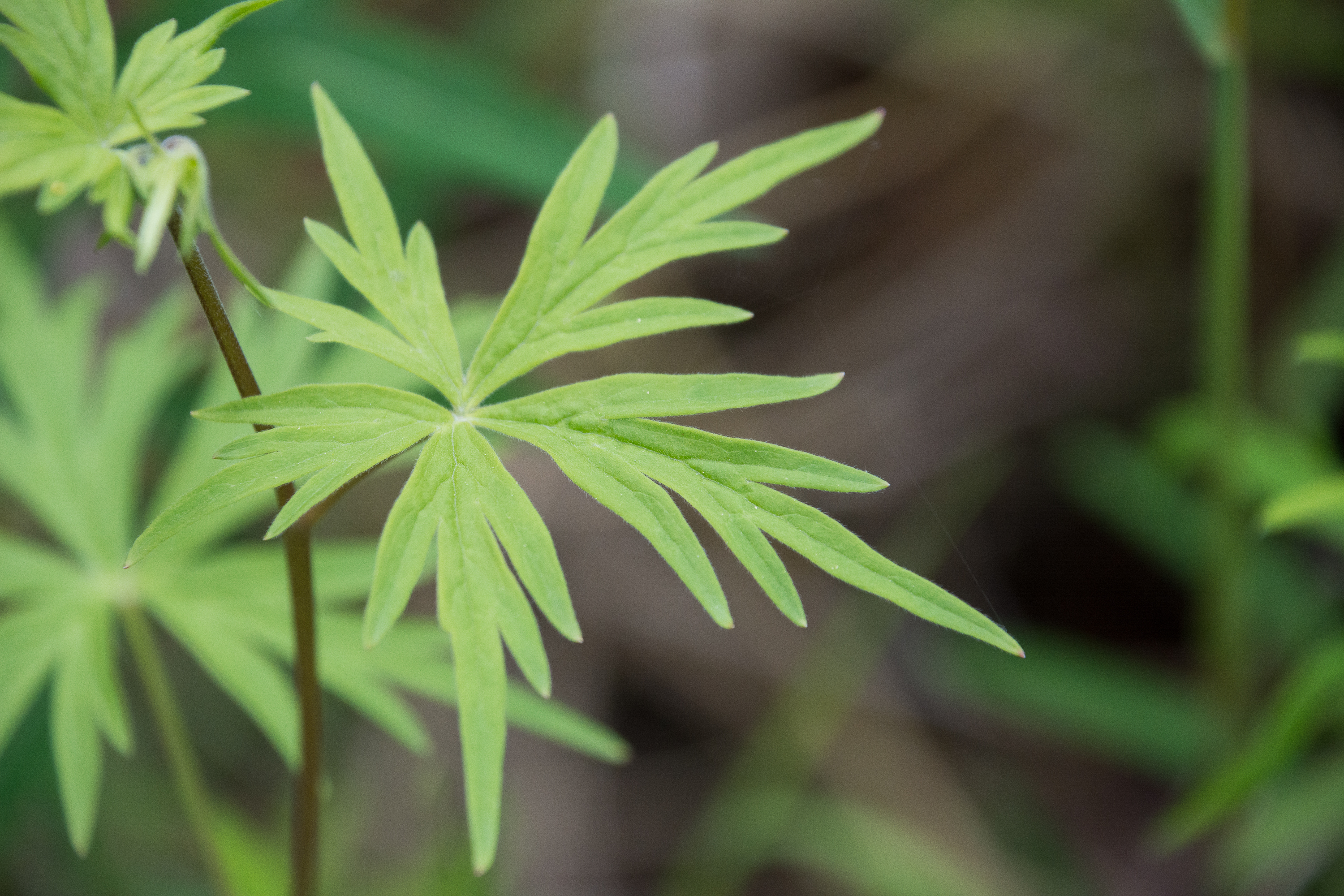
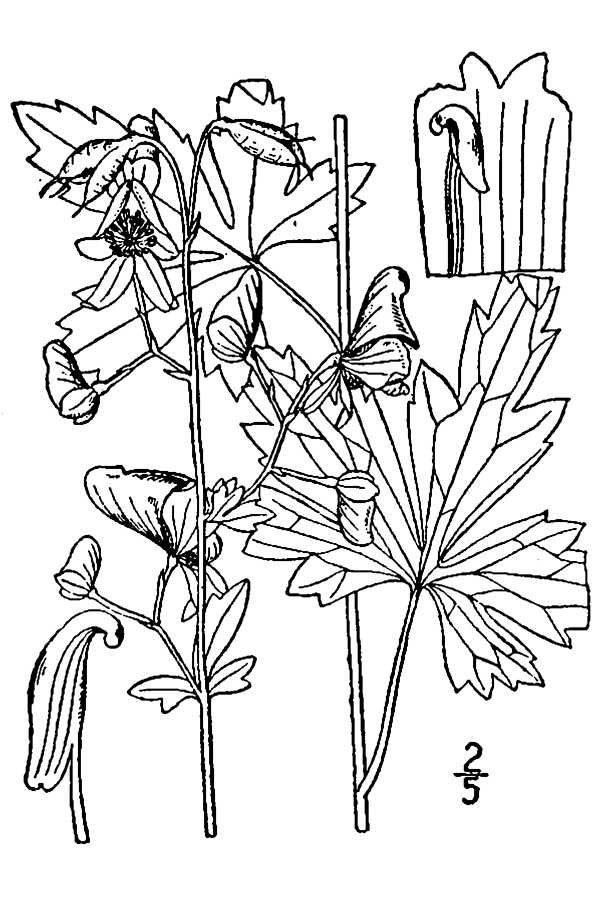
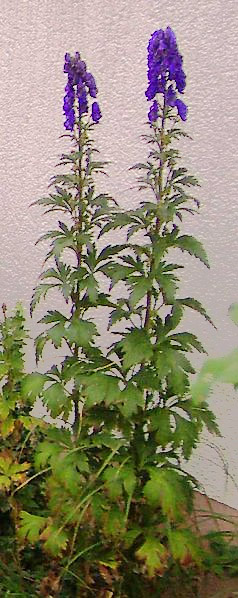
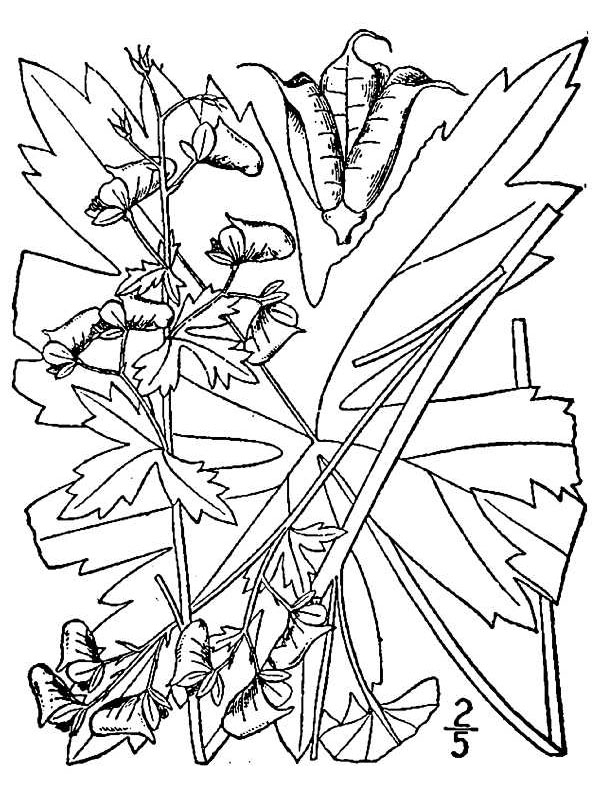